# Irenepharsus
Irenepharsus es un género de fanerógamas perteneciente a la familia Brassicaceae. Comprende tres especies originarias de Nueva Gales del Sur, en Australia, algunas de las cuales como Irenepharsus magicus, se hallan en peligro de extinción.

## Especies seleccionadas
| - Irenepharsus magicus - Irenepharsus phasmatodes - Irenepharsus trypherus |